# Gnome-Rhône 14M
Gnome-Rhône 14M var en fransk flygmotor av radial typ som tillverkades före och under andra världskriget av Gnome et Rhône.